# 耀生行
耀生行(集團)有限公司 ，簡稱耀生行(集團)，以及耀生行，（英語：YEW SANG HONG (HOLDINGS) LIMITED，港交所除牌時0290.HK），在1980年由賴細生創立，當時經營建築維修業務。
當時股份在2001年5月3日於香港交易所主板上市，之後在2003年，被韓明光進行全購，在4月4日更名為泓通控股有限公司，再在2004年11月3日和2008年11月3日，更名分別為中國環保電力控股有限公司，以及中國富強金融集團有限公司至今。

## 連結
- 290.com.hk （页面存档备份，存于）